# The Night Shift (1.ª temporada)
A primeira temporada da série dramática médica The Night Shift foi encomendada pela NBC em 10 de maio de 2013, estreou 27 de maio de 2014 e foi finalizada em 15 de julho de 2014, contando com 8 episódios. A temporada foi produzida pela Sachs/Judah Productions e pela Sony Pictures Television, com os criadores da série Gabe Sachs e Jeff Judah atuando como produtores executivos. A temporada foi ao ar na temporada de transmissão de 2013-14, especificamente no verão de 2014, às noites de terça-feira às 22h00, horário do leste dos EUA.
A primeira temporada estrela Eoin Macken como Dr. TC Callahan, Jill Flint como Dra. Jordan Alexander, Ken Leung como Dr. Topher Zia, Brendan Fehr como Dr. Drew Alister, Daniella Alonso como Dra. Landry de la Cruz, Robert Bailey Jr. como Dr. Paul Cummings, Jeananne Goossen como Dra. Krista Bell-Hart, J.R. Lemon como Enfermeiro Kenny Fournette e Freddy Rodríguez como Dr. Michael Ragosa.
O primeiro episódio estreou para 7.67 milhões de telespectadores, a maior audiência do seu horário. Recebeu uma classificação de 1.6/5 no grupo demográfico de 18 a 49 anos, perdendo apenas para o America's Got Talent durante todo o dia. A temporada terminou com uma média de 8.50 milhões de telespectadores.

## Enredo
A série segue o turno da noite no San Antonio Medical Center, onde três dos cirurgiões têm uma conexão com o exército dos EUA. O Dr. TC Callahan (Eoin Macken) é um ex-médico do Exército que inicialmente exibe sintomas do tipo TEPT, tendo visto seu irmão morrer bem na frente dele no campo de batalha. Ele tende a seguir seu próprio caminho no hospital, frequentemente quebrando regras e batendo cabeça com sua ex-namorada e recém-nomeada chefe do turno da noite, Dra. Jordan Alexander (Jill Flint), e o administrador do hospital, Michael Ragosa (Freddy Rodríguez).

## Elenco e personagens
| - Eoin Macken como Dr. TC Callahan - Jill Flint como Dra. Jordan Alexander - Ken Leung como Dr. Topher Zia - Brendan Fehr como Dr. Drew Alister - Daniella Alonso como Dra. Landry de la Cruz - Robert Bailey Jr. como Dr. Paul Cummings - Jeananne Goossen como Dra. Krista Bell-Hart - J.R. Lemon como Enfermeiro Kenny Fournette - Freddy Rodríguez como Dr. Michael Ragosa | - Esodie Geiger como Enfermeira Molly Ramos - Alma Sisnero como Enfermeira Diaz - Catharine Pilafas como Enfermeira Bardocz - Luke MacFarlane como Rick Lincoln - Scott Wolf como Dr. Scott Clemmens |

## Episódios
| N.º na série | N.º na temp. | Título             | Dirigido por       | Escrito por                | Exibição original   | Audiência (milhões) |
| --- | ------------ | ------------------ | ------------------ | -------------------------- | ------------------- | ------------------- |
| 1 | 1            | "Pilot"            | Pierre Morel       | Gabe Sachs & Jeff Judah    | 27 de maio de 2014  | 7.67                |
| TC Callahan, um ex-médico do Exército, trabalha no plantão noturno em um hospital de San Antonio onde outro pessoal de carreira militar anterior também faz parte da equipe. Jordan Alexander, ex-namorada de TC, acaba de ser promovida à chefe do plantão. TC faz uma cirurgia para salvar uma vítima de acidente de carro, enquanto os paramédicos o observam. No hospital, TC quer operar a vítima, que não tem seguro, mas Michael Ragosa, o chefe da administração, quer que o homem seja transportado para qualquer lugar. Começa uma briga e Ragosa depois diz a Jordan que ele planeja demitir TC, pela sua indiferença às regras e procedimentos do hospital, mas Jordan lhe implora que reconsidere. Landry de la Cruz, a psicóloga do plantão noturno, está tendo um relacionamento com TC, que eles escondem de Jordan. Enquanto isso, Drew Alister, um outro cirurgião que também era do Exército, esconde um segredo dele mesmo. |              |                    |                    |                            |                     |                     |
| 2 | 2            | "Second Chances"   | Bill Johnson       | Gabe Sachs & Jeff Judah    | 3 de junho de 2014  | 6.87                |
| TC se surpreende quando seu amigo próximo e colega veterano do Exército, Nick, chega ao plantão médico. Nick quase foi morto na guerra, mas viveu graças a um transplante de coração do falecido irmão de TC. Agora, Nick levou um tiro e seu novo coração está falhando. TC acredita que pode convencer a família de um viciado em drogas, que está sem função cerebral, a doar seu coração diretamente para Nick. Jordan tenta ajudar TC a lidar com a situação, enquanto continua mantendo sua autoridade como chefe do plantão. Enquanto isso, incentivado por Landry, Ragosa se abre sobre sua vida pessoal. |              |                    |                    |                            |                     |                     |
| 3 | 3            | "Hog Wild"         | Sanford Bookstaver | Corey Evett & Matt Partney | 10 de junho de 2014 | 6.70                |
| Enquanto luta na área da bagageira, Drew machuca a mão e tenta escondê-la de Jordan durante seu turno. Ragosa anuncia que a porta traseira deve ser fechada, citando razões legais e de segurança. TC e Paul devem remover um homem e uma mulher de uma caçada selvagem e bêbada por meio de Medevac. O homem tem uma mão esquerda decepada, que a equipe pensa que pode recolocar, mas primeiro é preciso removê-la da barriga de um porco. Enquanto isso, Topher ajuda uma jovem a salvar seu pai solteiro. Mais tarde, enquanto tratava da mão de Drew, Krista tenta se envolver com ele, apenas para descobrir que ele é gay. |              |                    |                    |                            |                     |                     |
| 4 | 4            | "Grace Under Fire" | Kevin Dowling      | Dailyn Rodriguez           | 17 de junho de 2014 | 6.25                |
| É o aniversário de Jordan, e ela fica desapontada ao saber que seu namorado de longa distância, Scott, não pode ir à cidade para vê-la. Seu dia só piora com a descoberta de que Landry está saindo com TC. Enquanto isso, Paul, querendo assistir Topher fazer um procedimento cirúrgico, descarta a dor de estômago do paciente e não consegue ler seu prontuário. Drew completa uma missão de treinamento com sua unidade de reserva do exército, uma das quais expressa crenças anti-gays. Drew fica quieto com seu segredo, mas o treinamento - e a conversa - são interrompidos quando o veículo deles bate após desviar de um touro. Enquanto isso, Ragosa acidentalmente toma ecstasy, pensando que era aspirina, e Topher planeja fazer uma vasectomia. |              |                    |                    |                            |                     |                     |
| 5 | 5            | "Storm Watch"      | Eriq La Salle      | Bridget Bedard             | 24 de junho de 2014 | 5.92                |
| Uma violenta tempestade atinge San Antonio e causa um apagão. Enquanto Jordan e a equipe tentam manter o hospital funcionando bem, o volátil pai de Landry aparece precisando de dinheiro para pagar uma dívida. Isso fica ainda mais complicado quando ele diz a Landry que sua mãe corre perigo se a dívida não for paga. TC oferece seu apoio, mas Landry - sabendo que ele e Jordan têm sentimentos não resolvidos - acaba com seu relacionamento casual. Mais tarde, TC pede desculpas a Jordan sobre sua história e o momento se torna romântico. Enquanto isso, a esposa de Topher entra em trabalho de parto durante a tempestade, Drew recebe boas notícias de Rick e Scott decide aceitar Ragosa em sua oferta de uma posição permanente no hospital. |              |                    |                    |                            |                     |                     |
| 6 | 6            | "Coming Home"      | David Boyd         | Janet Lin                  | 1 de julho de 2014  | 6.87                |
| TC vai à casa de Jordan para falar sobre o beijo deles. Quando eles chegam ao trabalho juntos, Scott tem perguntas para Jordan. Enquanto isso, um ônibus que transportava soldados que voltavam - um dos quais é o namorado de Drew, Rick - se envolve em um grave acidente. Quando os soldados feridos chegam ao hospital, Scott rapidamente conclui que Rick precisará amputar uma perna. TC acha que há outra opção e os dois entram em uma briga violenta, enquanto Drew luta para manter seu segredo e ainda estar ao lado de Rick. Em outro lugar, Kenny descobre o perfil de namoro de Ragosa na Internet, e Landry lida com uma mulher mentalmente instável que está convencida de que está carregando o bebê de Matt Damon. |              |                    |                    |                            |                     |                     |
| 7 | 7            | "Blood Brothers"   | Martha Coolidge    | Zachary Lutsky             | 8 de julho de 2014  | 6.36                |
| TC e Topher vão de helicóptero para um pequeno local de acidente de avião, onde encontram o piloto morto e o único outro passageiro sofrendo de um peito severamente esmagado. Eles também encontram dois pacotes de drogas ilegais. No hospital, eles são recebidos por um agente da DEA que quer questionar o passageiro resgatado, mas ele pode não ser tudo o que parece. Em outro lugar, Paul cuida de uma stripper que caiu de um poste no trabalho e sofreu uma lesão aparentemente leve, e Krista trata uma adolescente que engoliu um garfo. |              |                    |                    |                            |                     |                     |
| 8 | 8            | "Save Me"          | Vincent Misiano    | Gabe Fonseca               | 15 de julho de 2014 | 6.05                |
| Continuando com o episódio anterior, a situação dos reféns acabou, mas Topher - com um tiro no estômago - está em estado crítico. Enquanto Jordan é forçado a tratar o atirador, TC sofre com os flashbacks da morte de seu irmão, provocados pelo tiroteio, e entra em um colapso de TEPT. Enquanto isso, quando Topher piora, Scott luta para salvá-lo, e Ragosa revela a Landry que seus problemas de visão são causados por um tumor atrás de seu olho. |              |                    |                    |                            |                     |                     |

## Produção

### Desenvolvimento
A série apareceu pela primeira vez como parte do desenvolvimento da NBC em outubro de 2011, no entanto, decidiu não avançar com um pedido de episódio piloto. Em agosto de 2012, a NBC decidiu revisitar o roteiro do piloto da série, então conhecida como The Last Stand. Em 8 de outubro de 2012, a NBC fez o pedido do piloto, com o novo nome After Hours. O piloto foi dirigido por Pierre Morel e escrito por Gabe Sachs e Jeff Judah .
Em 18 de abril de 2013, a NBC encomendou quatro roteiros adicionais sob um terceiro e último título, The Night Shift. Em 10 de maio de 2013, a NBC ordenou oficialmente The Night Shift para a série. A produção da primeira temporada de The Night Shift começou em Albuquerque, Novo México, no final de agosto de 2013, e terminou as filmagens em meados de novembro.

### Casting
Os anúncios de elenco começaram em outubro de 2012, com Eoin Macken sendo o primeiro escalado para o papel de TC Callahan, um médico que voltou recentemente do Exército, que constantemente discorda de seus superiores e faz as coisas à sua própria maneira. Freddy Rodríguez foi o próximo ator escalado na série, no papel de Michael Ragosa, o administrador do hospital que originalmente queria ser médico. Ken Leung e Jeananne Goossen foram então adicionados ao elenco, com Leung escalado no papel de Topher, um médico do pronto-socorro que já ajudou soldados feridos em batalha. Goossen assumiu o papel de Krista, uma bela residente do hospital. No início de novembro, Robert Bailey Jr. juntou-se à série como Paul Cummings, um jovem, mas melindroso residente do hospital. Jill Flint mais tarde assinou o papel de Jordan Alexander, a recém-promovida Chefe do Turno Noturno, que uma vez namorou TC Daniella Alonso foi a última a ser escalada na série. Alonso recebeu o papel da Dra. Landry de la Cruz, a único psiquiatra que trabalha no turno da noite.

## Recepção

### Resposta da crítica
O site agregador de críticas Rotten Tomatoes dá à temporada 1 uma classificação de aprovação de 17% com base em 23 comentários, com uma classificação média de 4.18/10. O consenso do site diz: "Calculado e cheio de clichês, The Night Shift está morto na chegada." No Metacritic, a série tem uma pontuação média ponderada de 45 de 100 com base em 16 comentários, indicando "comentários mistos ou médios".
Brian Lowry da Variety disse que "The Night Shift ainda é um blip terrivelmente fraco, criativamente falando". David Hinckley, do New York Daily News, deu ao programa três de cinco estrelas.

### Audiência
| № | Título                | Exibição original   | Rating/Share (18–49) | Audiência (em milhões) | Rank horário | Rank noite | Rank semanal |
| - | --------------------- | ------------------- | -------------------- | ---------------------- | ------------ | ---------- | ------------ |
| 1 | Pilot                 | 27 de maio de 2014  | 1.6/5                | 7.67                   | 1            | 4          | 6            |
| 2 | Second Chances        | 3 de junho de 2014  | 1.5/5                | 6.87                   | 1            | 4          | 9            |
| 3 | I'm No Angel          | 10 de junho de 2014 | 1.5/4                | 6.70                   | 2            | 4          | 9            |
| 4 | Slumber Party         | 17 de junho de 2014 | 1.3/4                | 6.25                   | 1            | 4          | 8            |
| 5 | Dog Dean Afternoon    | 24 de junho de 2014 | 1.2/4                | 5.92                   | 1            | 4          | 14           |
| 6 | Heaven Can't Wait     | 1 de julho de 2014  | 1.4/5                | 6.87                   | 1            | 3          | 6            |
| 7 | Bad Boys              | 8 de julho de 2014  | 1.3/4                | 6.36                   | 1            | 4          | 12           |
| 8 | Rock and a Hard Place | 15 de julho de 2014 | 1.1/4                | 6.05                   | 1            | 5          | 17           |